# Кокорекин, Алексей Алексеевич
Алексе́й Алексе́евич Кокоре́кин (17 [30] марта 1906, Сарыкамыш, Российская империя — 29 декабря 1959, Москва, СССР) — советский график. Заслуженный деятель искусств РСФСР (1956). Лауреат двух Сталинских премий (1946, 1949). Умер от чёрной оспы, начав вспышку оспы в Москве в 1959 году.

## Биография
А. А. Кокорекин родился 17 (30) марта 1906 год в армянском городе Егегник (ныне г. Сарыкамыш в Турции). В 1927—1929 годах учился в Кубанском художественно-педагогическом техникуме. С 1929 года в Москве. Выполнял тематические картины, иллюстрации, пейзажи. Известен главным образом как плакатист. В своих политических плакатах воплощал мужественные, волевые характеры советских людей, обращался к крупномасштабным изображениям и живописным (порой близким к станковым) цветовым решениям. В 1941—1943 годах — художник Военного издательства при ПУ РККА, с 1943 года — СВХ имени М. Б. Грекова. Участвовал в выпуске «Окон ТАСС».

### Плакаты
- 1933 — «1-е Мая. Мы с вами, товарищи!»
- 1934 — «К труду и обороне будь готов!»
- 1937 — «Строй сомкнув, с товарищами рядом…»
- 1937 — «Да здравствует непобедимая Красная Армия!»
- 1938 — «С Новым годом! 1-е января 1939»
- 1941 — «Смерть фашистской гадине!»
- 1941 — «Свет в окне — помощь врагу»
- 1942 — «За Родину!»
- 1942 — «Всё для победы! Фронту от женщин СССР»
- 1943 — «В этой фронтовой сводке есть и мой боевой труд!»
- 1943 — «Когда бронебойщик стоит на пути, фашистскому танку никак не пройти»
- 1944 — «Воину-победителю — всенародную любовь!»
- 1944 — «Так будет с фашистским зверем»
- 1945 — «Знамя советское, знамя народное…»
- 1945 — «Победоносной Родине — слава!»
- 1946 — «Бережём страну родную!»
- 1947 — «З0 лет Октября» (триптих)
- 1949 — «Даём сверх плана, товарищи лесорубы!»
- 1949 — «Колхозной деревне — электроэнергию и радио!»[5]
- 1954 — «Выше класс советского футбола!»
- 1955 — «Родине новые миллионы киловатт!»
- 1955 — «К новым победам в труде и спорте!»
- 1957 — «Слава свободному труду!»

### Семья
- Дочь: кандидат химических наук, Валерия Алексеевна Кокорекина[6][7];
- Внучка: телеведущая Ольга Владимировна Кокорекина;
- Внук: художник, иллюстратор Алексей Владимирович Кокорекин[8];
- Правнук: кандидат фармацевтических наук, Владимир Алексеевич Кокорекин[9][10];
- Правнучка: Елена Алексеевна Кокорекина[11].

## Болезнь и смерть
23 декабря 1959 года художник вернулся из двухнедельной поездки в Индию. По рассказу его дочери Валерии, в аэропорту «Внуково» Кокорекина встречали его жена, дочь от первого брака и знакомый за рулём автомобиля. На самочувствие художник не жаловался, из аэропорта все вместе поехали к нему домой. Уже вечером Кокорекин почувствовал себя плохо, у него поднялась температура, начался сильный кашель, всё тело охватила острая боль. На следующий день художник побывал в поликлинике, где терапевт поставил ему диагноз «грипп». Состояние продолжало ухудшаться, возникла лихорадка и сыпь по всему телу. 27 декабря Кокорекина госпитализировали в Боткинскую больницу, где положили в общую палату с гриппозными больными. 29 декабря у художника началась агония, и вскоре в присутствии срочно вызванных родственников Алексей Алексеевич Кокорекин скончался. После вскрытия тело было кремировано в Донском крематории с соблюдением чрезвычайных мер предосторожности  (но не из-за оспы, которую так и не распознали, а потому что при вскрытии заподозрили токсическую форму чумы. Верный диагноз выяснился гораздо позже, при исследовании других заразившихся).
Кокорекин вернулся в Москву на сутки раньше, чем его ждала жена. Эти сутки он провёл у любовницы, которой отдал подарки и в объятиях которой не без приятности провёл ночь. Подгадав по времени прилёт самолёта из Дели, он на следующий день приехал домой. Отдав подарки жене, он почувствовал себя плохо, повысилась температура, жена вызвала «Скорую помощь», и его увезли в инфекционное отделение больницы имени Боткина… К утру больной затяжелел и умер. Производивший вскрытие патологоанатом пригласил в секционный зал заведующего кафедрой академика Н. А. Краевского. К Николаю Александровичу приехал в гости старичок патологоанатом из Ленинграда, его пригласили к секционному столу. Старичок посмотрел на труп и сказал — «Да это, батенька, variola vera — чёрная оспа». Старик оказался прав… Завертелась машина советского здравоохранения. Наложили карантин на инфекционное отделение, КГБ начал отслеживать контакты Кокорекина… Как выяснилось, жена и любовница повели себя одинаковым образом — обе побежали в комиссионные магазины сдавать подарки. Обозначились несколько случаев заболевания оспой в Москве, окончившихся летальным исходом. Больницу закрыли на карантин, было принято решение вакцинировать оспенной вакциной всё население Москвы.
Похоронен в колумбарии Новодевичьего кладбища. 
Всего во время данной вспышки в Москве от Кокорекина заразилось 19 человек (7 родственников, 9 человек персонала и 3 пациента больницы, в которую он был госпитализирован с нераспознанной оспой). От них заразились ещё 23 человека и от последних ― ещё трое. Трое из 46 заразившихся скончались.
На основе описанных событий Александром Мильчаковым была создана повесть «В город пришла беда» (1961), послужившая сценарием к одноимённому фильму режиссёра Марка Орлова (1966).

## Награды и премии
- Сталинская премия второй степени (1946) — за серию военных плакатов (с коллективом)
- Сталинская премия третьей степени (1949) — за серию политических плакатов (с коллективом)[16]
- заслуженный деятель искусств РСФСР (1956)
- медали